# Вспененный полиэтилен
Вспененный полиэтилен (пенополиэтилен) — полиэтилен, подвергающийся вспениванию углеводородами в процессе производства. В результате получается упругое эластичное полотно, имеющее закрытопористую структуру ячеек. Выпускается в рулонах, листах, в виде скорлуп и жгутов. Материал получил широкое применение в разных отраслях промышленности, особенно, в 
строительстве, благодаря: высоким тепло- звукоизоляционным качествам, прочностным характеристикам, простоте монтажа и относительно невысокой стоимости. Выделяют сшитый и несшитый пенополиэтилен по способу производства.

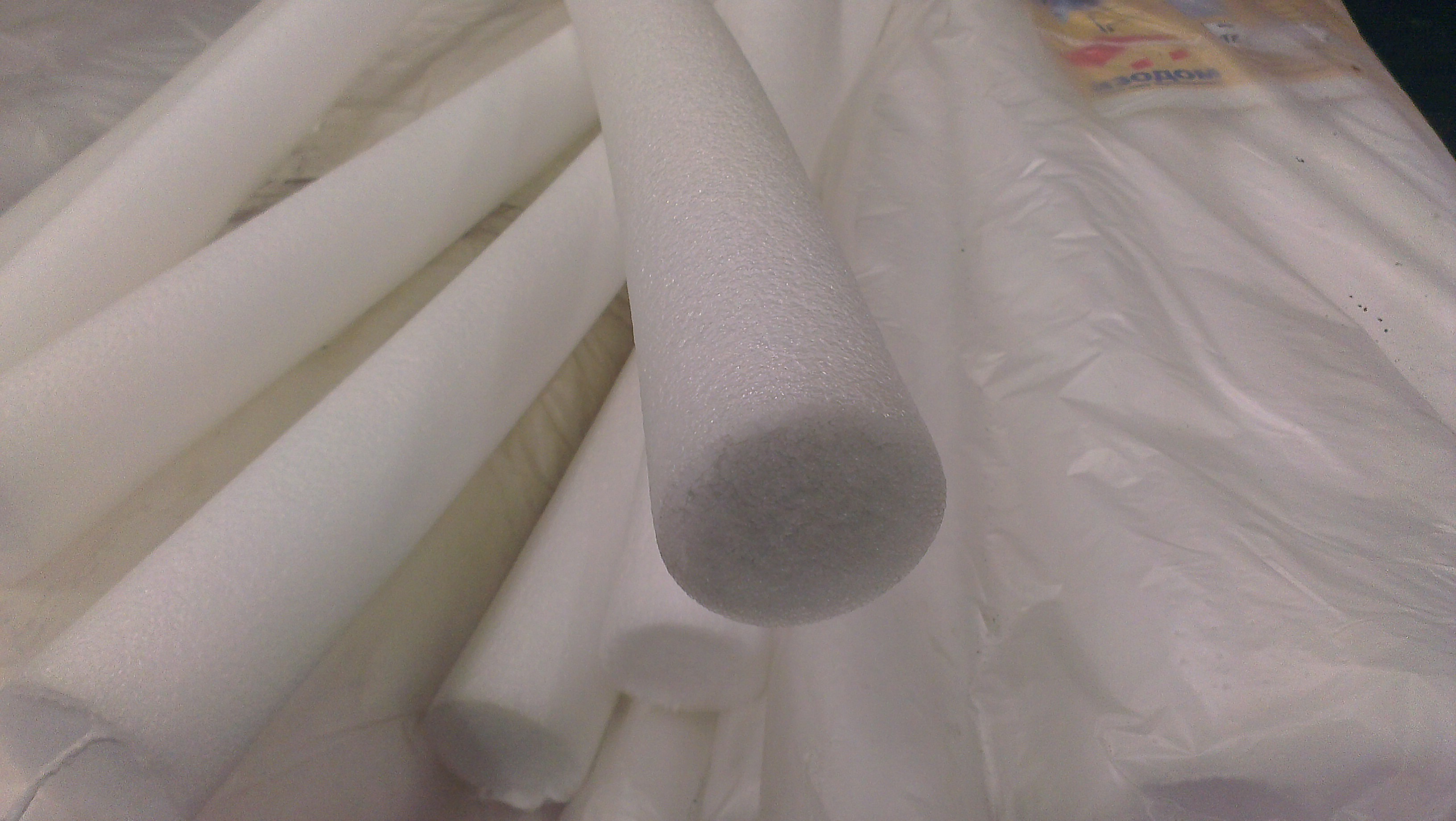
Жгуты из вспененного полиэтилена

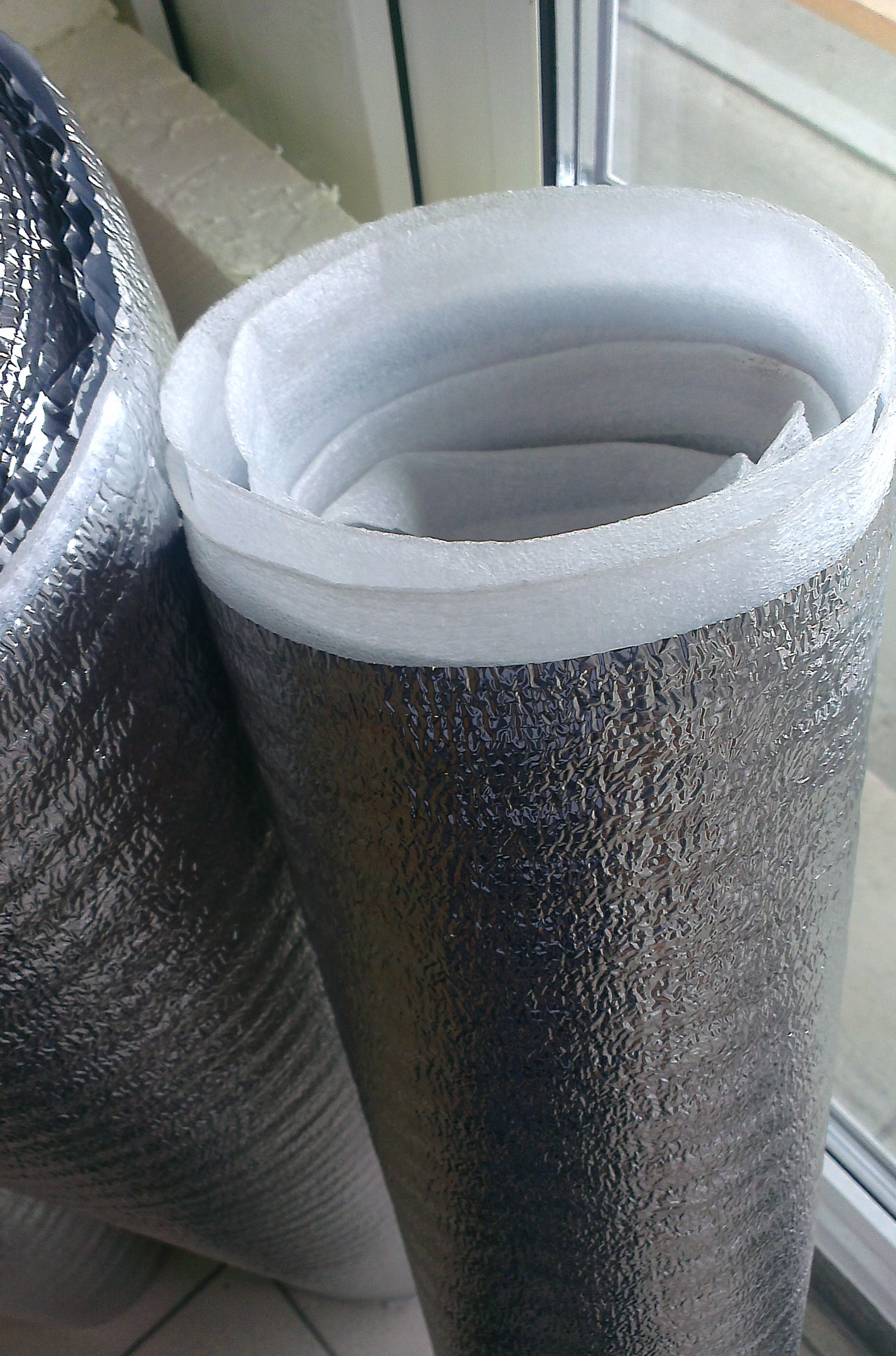
Вспененный полиэтилен фольгированный

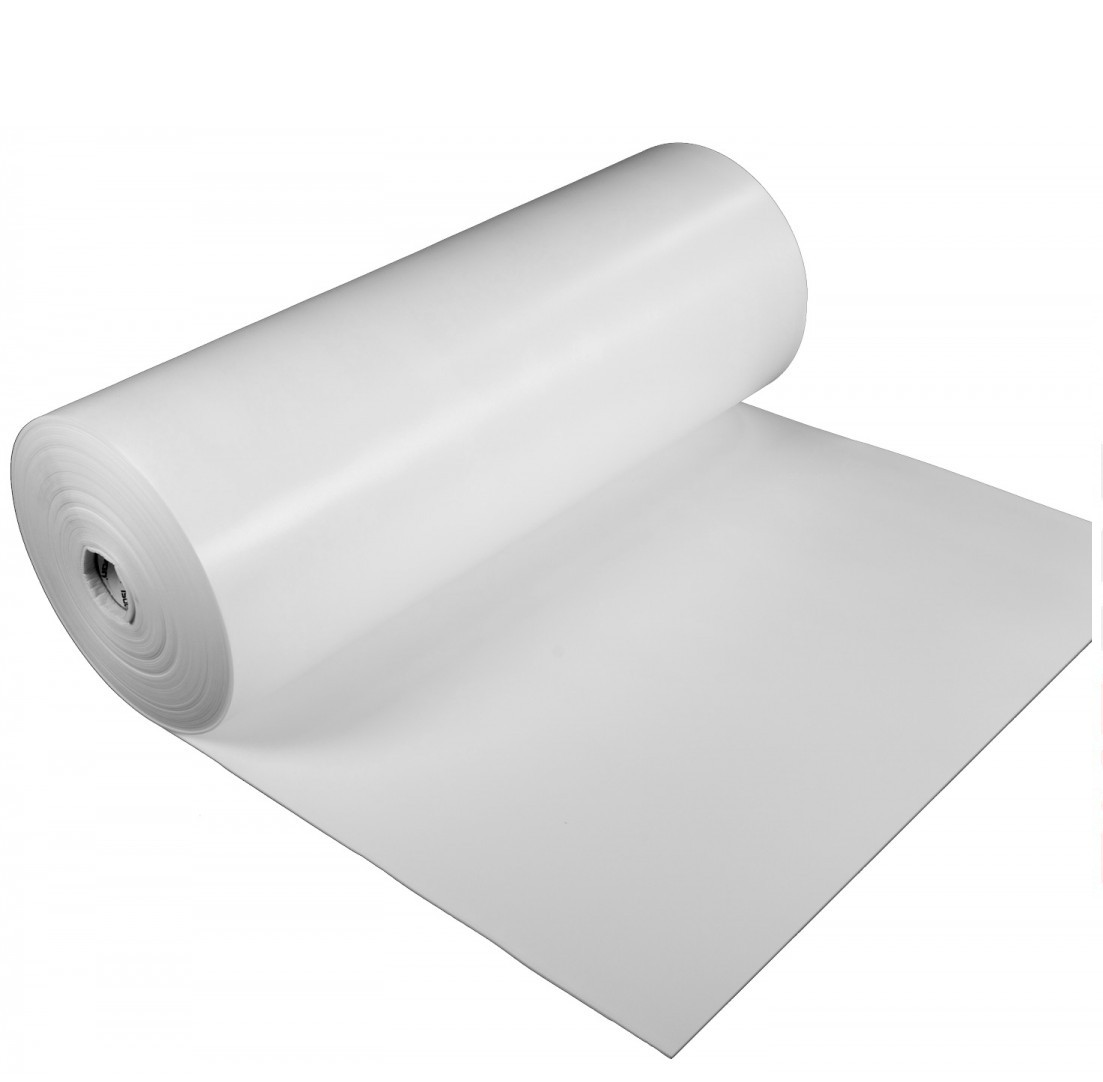
Рулон физически сшитого пенополиэтилена.

## Физико-механические свойства
| Показатель                                              | Сшитый пенополиэтилен | Несшитый пенополиэтилен |
| ------------------------------------------------------- | --------------------- | ----------------------- |
| Плотность, кг/м3                                        | 25-200                | 20-50                   |
| Группа горючести (ГОСТ 30244-94)                        | Г1-Г4                 | Г2-Г4                   |
| Группа по дымообразующей способности (ГОСТ 12.1.044-89) | Д3                    | Д3                      |
| Водопоглощение по объему, % не более                    | 1                     | 0,2                     |
| Удельная теплоемкость, Вт(м* градус С)                  | 1,8                   | -                       |
| Коэффициент паропроницаемости, мг(м*ч*Па)               | 0,001                 | 0,001                   |

## Производство пенополиэтилена
В настоящее время известны два вида пенополиэтилена, получаемые разными способами. Условно их подразделяют на:
- сшитые пены (обозначается как ППЭ — пенополиэтилен)
- несшитые пены (обозначается как НПЭ — несшитый пенополиэтилен)

### Сшитые пены
Вспененный полиэтилен производится на сложной технологической линии со ступепенчатым нагревом. Его выходные параметры определяются соотношением полиэтилена и вспенивающих и функциональных добавок. Благодаря этому лист ППЭ можно сделать с минимальным отклонениями от заданных параметров (± 0,1 мм по толщине и ± 1 кг/м3  по плотности). Материал имеет ровную поверхность и мелкоячеистую структуру с закрытой порой. За счет этого более устойчив к необратимым разрушениям под действием высоких точечных нагрузок чем НПЭ. Экологически безопасен, из него изготавливают туристические и спортивные коврики. Имеет отличные эксплуатационные свойства. 
Различают два вида сшитого пенополиэтилена:
— химически сшитый
— физически сшитый 
Статья о Сшитом пенополиэтилене

### Несшитые пены
Получаются при вспенивании полиэтилена пропан-бутановой смесью или разрешенными фреонами. В экструдере под давлением происходит расплав и смешивание полиэтилена со вспенивающим реагентом (как правило, пропан-бутановой смесью). При выходе из экструдера за счет уменьшения внешнего давления газ расширяется, и, таким образом получается газонаполненный пузырь. Так как температура при выходе из экструдера резко падает, вышедшая пузырьковая пена затвердевает и образуется пенополиэтилен. По ряду целевых характеристик (теплопроводности, снижению уровня ударного шума, звукопоглощению, паронепроницаемости) не уступает ППЭ. За счет того, что НПЭ в 2,5-5 раз дешевле чем ППЭ широко применяется в качестве тепло-, звукоизоляции, ложементов, упаковки и т.д.